# 国鉄タサ4300形貨車
国鉄タサ4300形貨車（こくてつタサ4300がたかしゃ）は、かつて日本国有鉄道（国鉄）及び1987年（昭和62年）4月の国鉄分割民営化後は日本貨物鉄道（JR貨物）に在籍した私有貨車（タンク車）である。

## 概要
本形式は、酢酸エチル専用の20t 積タンク車として1957年（昭和32年）6月19日に4両（コタサ4300 - コタサ4303）、1959年（昭和34年）12月10日に1両（コタサ4304）の合計5両が日立製作所の1社のみで製作された。記号番号表記は特殊標記符号「コ」（全長 12 m 以下）を前置し「コタサ」と標記する。
本形式の他に酢酸エチルを専用種別とする形式には、タ3600形（6両）、タム3800形（3両）、タム3850形（2両）、タキ7700形（4両）の4形式があった。
落成時の所有者は、昭和電工の1社のみであり、その常備駅は磐越西線の鹿瀬駅であった。1966年（昭和41年）3月2日に全車徳山石油化学へ名義変更された。
1979年（昭和54年）10月より化成品分類番号「燃31」（燃焼性の物質、引火性液体、危険性度合2（中））が標記された。
車体色は黒色、寸法関係は全長は9,800mm、全高は3,726mm、台車中心間距離は5,700mm、実容積は22.5m3、自重は16.3t、換算両数は積車3.5、空車1.6であり、台車はベッテンドルフ式のTR41Cであった。
1987年（昭和62年）4月の国鉄分割民営化時には3両（コタサ4301 - コタサ4303）
がJR貨物に継承されたが、1990年（平成2年）12月に最後まで在籍した1両（コタサ4302）が廃車となり同時に形式消滅となった。